# Fulton megye (Georgia)
Fulton megye az USA Georgia államának egyik megyéje. Székhelye Atlanta. Fulton megye Cherokee, Coweta, Forsyth, Gwinnett, Clayton, Fayette, Cobb, Carroll, Douglas és DeKalb megyékkel határos.

## Földrajz
A megye Georgia északnyugati részén fekszik, területe 1385 km², ebből 15 km² víz. A következő megyék határolják (óramutató járásával megegyező irányban): Forsyth megye, Gwinnett megye, DeKalb megye, Clayton megye, Fayette megye, Coweta megye, Carroll megye, Douglas megye, Cobb megye és Cherokee megye.

## Története
A megyét 1853. december 20-án alapították DeKalb megyéből 144.-ként az államban. Nevét Robert Fultonról kapta, aki 1807-ben megalkotta az első gőzhajót, ami forradalmasította a folyami hajózást. 1932-ben Fulton megyét egyesítették Milton- és Campbell megyével.

## Népesség

Fulton megy korfája (2000)

A 2000. évi népszámlálás szerint 816.006 ember él a megyében. Ebből 31 384 fő társasházban, 321 242 háztartásban, 185 677 pedig családban. A népsűrűség 596 fő/km². Etnikailag 48,11% fehér, 44,57% afroamerikai, 3,04% ázsiai, 0,19% amerikai bennszülött, 0,04% csendes-óceáni szigetekről való és 2,60% más etnikai csoportból származik; 1,45% 2 vagy több etnikum keveredéséből, ill. a teljes népesség kb. 5,89%-a spanyol ajkú vagy latin-amerikai.
321 242 háztartás 28,7%-ban van gyerek (18 év alatti). Az emberek 37,3% házas vagy élettárs, 16,5% egyedülálló anya és 42,2%-nak nincs családja. 32,2% egyedül él, ebből 6,7% idősebb, mint 65. Az átlag családméret 3,15 fő.
A népesség 24,4%-a 18 év alatti; 11%-a 18 és 24 év közötti; 35,5%-a 25 és 44 év közötti; 20,7%-a 45 és 64 év közötti és 8,5%-a 65 éves, vagy annál idősebb. Az átlagéletkor 33 év. 100 nőre 97 férfi jut; és 100, 18 évnél idősebb nőre 95 18 évnél idősebb férfi jut.
Az egy háztartásra jutó átlag bevétel 47 321 dollár, az egy családra jutó 58 143 dollár. A férfiakra 43 495, a nőkre 32 122 jut. Az egy főre jutó bevétel 30 003 dollár. A családok 12,4%-a, a lakosság 15,7%-a él a szegénységi küszöb alatt.
A település népességének változása:
| Lakosok száma | 926 060 | 949 777 | 977 129 | 984 293 | 1 010 562 | 1 066 710 |
|               | 2010    | 2011    | 2012    | 2013    | 2015      | 2020      |

## Települések Fulton megyében

### City és town rangúak
| - Alpharetta - Atlanta1 - Chattahoochee Hills - College Park2 - East Point - Fairburn - Hapeville | - Johns Creek - Milton - Mountain Park - Palmetto - Roswell - Sandy Springs - Union City |

1 része DeKalb megyének is 
2 része Clayton megyének is

### További települések
| - Adamsville - Arnold Mill - Battle Hill Haven - Ben Hill - Beulah Heights - Birmingham - Blair Village - Bolton - Buckhead - Campbellton - Carey Park - Cascade Heights - Cedar Grove - Center Hill - Chattahoochee - Crabapple - Fields Crossroads - Fife - Five Points - Goodes - Greenway - Grove Park | - Hillside Cottages - Hopewell - Inman Park - Lakewood Heights - Morningside - Newtown - Ocee - Ormewood - Pleasant Hill - Red Oak - Redwine - Rico - Riverside - Rivertown - Rockdale - Shake Rag - Stonewall - Stratford - Sylvan Hills - Thomasville - Warsaw - Webb - West End |

## Fordítás
Ez a szócikk részben vagy egészben  a   Fulton County (Georgia) című német Wikipédia-szócikk fordításán alapul.  Az eredeti cikk szerkesztőit annak laptörténete sorolja fel. Ez a jelzés csupán a megfogalmazás eredetét és a szerzői jogokat jelzi, nem szolgál a cikkben szereplő információk forrásmegjelöléseként.